# Rail Explor
RAIL EXPLOR s.r.o. (IČ 63672707) byla česká společnost zabývající se železniční dopravou a návrhem, úpravami a výstavbou železničních tratí. Vznikla roku 1995 a jejími společníky byli Miloš Altner, Bohumil Pokorný a Zdeněk Rusý. Roku 1995 zvažovala opětovné zprovoznění v té době zrušené železniční tratě spojující Frýdlant v Čechách s Heřmanicemi. Společnost plánovala po této trati a navazující trati v Polsku zahájit provoz vlaků mezi Frýdlantem a Bogatynií.
Firma také zpracovala české technické normy (ČSN), a sice „Navrhování železničních stanic“ (ČSN 73 6310). a „Průjezdné průřezy na dráhách celostátních, dráhách regionálních a vlečkách normálního rozchodu“ (ČSN 73 6320). Dále vytvořila i Technické normy železnic (TNŽ), konkrétně „Oplocení a zábradlí na drahách celostátních a regionálních“ (TNŽ 73 6334).
K 1. září 2001 společnost vstoupila do likvidace a 23. října 2002 byla vymazána z obchodního rejstříku.